# Yasuhiro Masuda
Pour les articles homonymes, voir Masuda.
Yasuhiro Masuda est un joueur de shōgi professionnel japonais né le 4 novembre 1997 à Akishima dans la préfecture de Tokyo.

## Biographie et carrière
Yasuhiro Masuda est né en novembre 1997 à Akishima.
Il est devenu professionnel avec un classement de 4e dan en octobre 2014 et est classé 7e dan à partir de février 2023.
Il a remporté deux fois le tournoi Shinjin-O des moins de 27 ans (en 2016 et 2017) et a perdu une finale (en 2019).
En février 2023, il se qualifie pour le tournoi de la classe B1 de la saison 2023-2024 du tournoi Meijin.
En déecembre 2024, Masuda bat Asuto Saitō dans la finale du tournoi de sélection du challenger pour le titre de Kio. En février 2025, il perd le match contre le double tenant du titre Sota Fujii, 0 à 3.